# Georg Julius Friedrich Knauer
Georg Julius Friedrich Knauer (* 5. Juni 1790 in Göttingen; † 29. September 1855 in Hannover) war ein deutscher Goldschmied, Hof-Juwelier, Fabrikant und Kommunalpolitiker.

## Leben

### Familie
Georg Julius Friedrich Knauers Vater war Heinrich Ludwig Zacharias Knauer;, der als Goldschmied an der Universität Göttingen tätig war. Auch sein Sohn Georg Friedrich Wilhelm Knauer (1830–1905) folgte ihm später in den Beruf.

### Werdegang
Georg Julius Friedrich Knauer legte 1816 in Hannover den Bürgereid als Juwelier ab und erhielt dort im gleichen Jahr den Meistertitel. 1832 wurde er zum Vorsteher des Goldschmiedeamts gewählt und behielt diese Funktion bis 1848. Seit 1833 trug Knauer den Titel eines Hofjuweliers, firmierte in den Adressbüchern Hannovers ab 1835 als

„Juwelier, Hof-Gold- u. Silberarbeiter u. Bezirksvorsteher.“

Mit seinem „Associé“ Wilhelm Lameyer fertigte Knauer in den Jahren 1839 bis 1844 die Insignien der hannoverschen Krone (siehe Krone des Königreichs Hannover).
Das Auktionshaus Andreas Thies bot über die Plattform lot-tissimo den an Salvatore Pes di Villamarina verliehenen Bruststern für das Großkreuz des Guelphen-Ordens an, der laut Einschätzung des Hauses „vermutlich aus der Werkstatt des Hofjuweliers Knauer um 1840 - 1850“ entstand.
Die Ostfriesische Landschaft schenkte 1843 dem damaligen Kronprinzen und späteren König Georg V. zur Vermählung einen großen silbernen Tafelaufsatz, den „Upstalsboom“ (mit einem ständischen Ritter zwischen Bäumen) aus der Werkstatt von Knauer und Lameyer.
1845 wurde seine Firma Knauer & Comp., in der 12 Mitarbeiter beschäftigt wurden, in die Liste der Fabrikanten des Königreichs Hannover aufgenommen. Im selben Jahr wurde Knauer jedoch Alleininhaber des Unternehmens, da Lameyer ein eigenes Geschäftshaus eröffnete.

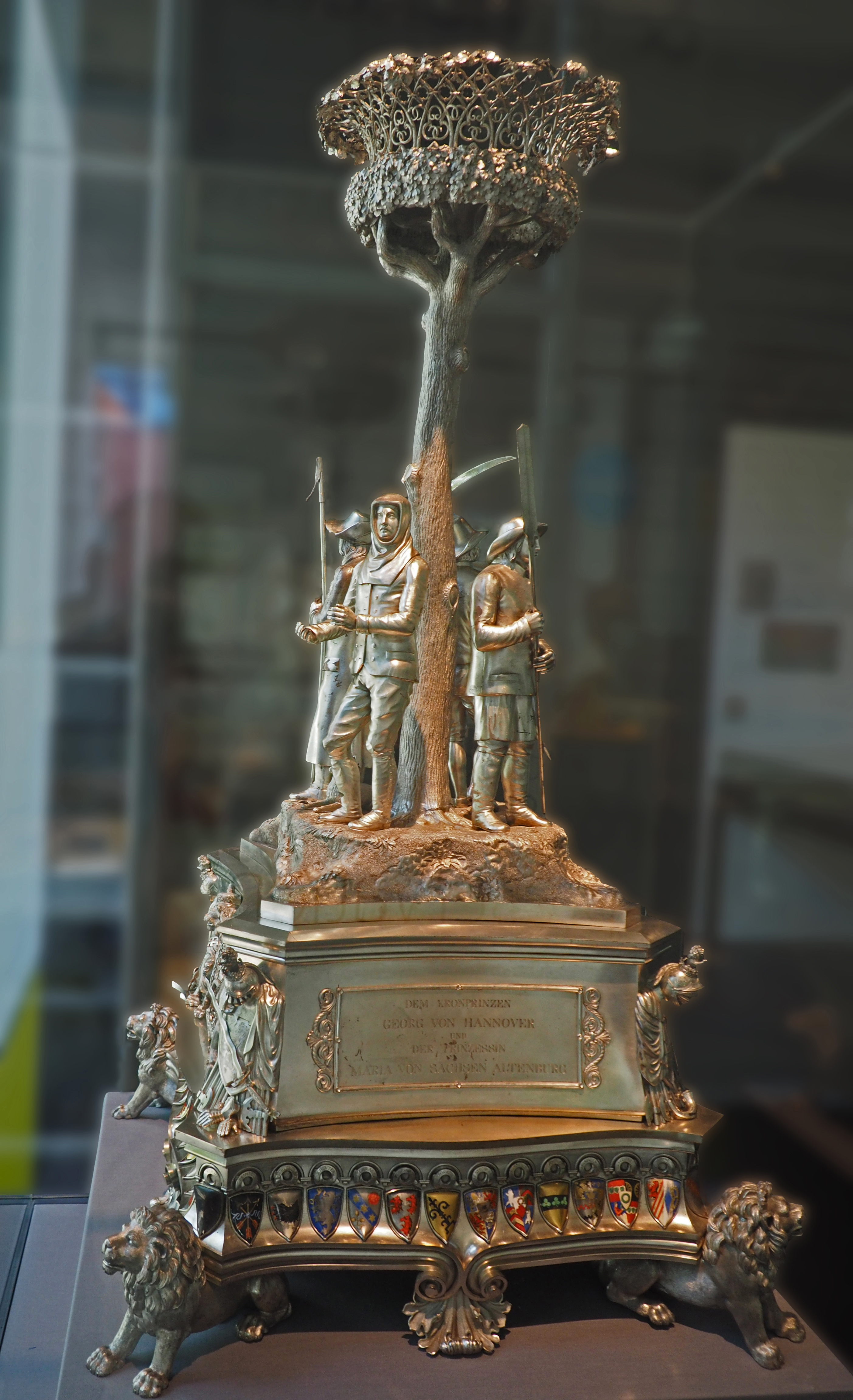
Tafelaufsatz im Museum Lüneburg

## Erhaltene Werke
Werke von Knauer finden sich unter anderem
- im Historischen Museum Hannover[1]
- und in den Kirchen von Ronnenberg und Kirchrode.[1]
- 1843: Tafelaufsatz „Upstalsboom“, zuletzt auf Schloss Marienburg im Besitz von Ernst August von Hannover[3]
- 1843: Tafelaufsatz im Museum Lüneburg. Geschenk der Lüneburger Ritterschaft an Kronprinz Georg von Hannover.